# 에드거 애설링
에드거 애설링(고대 영어: Ēadgār Æðeling, 1052년 ~ 1125년)은 웨식스의 세르딕 왕가의 마지막 남자 멤버였다. 그는 1066년 위탄에 의해 영국의 왕으로 선출되었지만 한번도 왕위에 오르지 못했다.